# Mount Creighton
Mount Creighton ist ein 1503 m hoher Berg im ostantarktischen Mac-Robertson-Land. In der Porthos Range der Prince Charles Mountains ragt er 5 km ostnordöstlich des Mount Gavaghan auf.
Kartiert wurde der Berg anhand von Luftaufnahmen der Australian National Antarctic Research Expeditions. Das Antarctic Names Committee of Australia (ANCA) benannte ihn nach Donald Franklin Creighton (* 1940), Elektroingenieur auf der Mawson-Station im Jahr 1963.